# Jerry Goldstein
Jerry Goldstein (* 17. února 1940) je americký hudebník a producent. Narodil se v Brooklynu a na počátku své kariéry byl spolu s Richardem Gottehrerem a Bobem Feldmanem členem skupiny The Strangeloves. Později produkoval řadu alb skupiny War. Během své kariéry spolupracoval s mnoha dalšími hudebníky, mezi něž patří například Tim Buckley, Booty People a Rick Derringer.